# Die Verschwörung zu Genua
Pour plus de détails, voir Fiche technique et Distribution.
Die Verschwörung zu Genua (en français La Conspiration de Gênes) est un film allemand réalisé par Paul Leni, sorti en 1921.
Il s'agit d'une adaptation libre de La Conjuration de Fiesque de Gênes (de) de Friedrich von Schiller,.

## Synopsis
En 1547 à Gênes, Fiesco, le comte de Lavagna, projette le renversement du vieux doge de Gênes, Andrea Doria, qui règne comme un souverain unique et omnipotent. Aucune intrigue de palais n'est trop sophistiquée pour lui et tous les moyens sont bons. Même la séduisante nièce du Doge, la comtesse Julia Imperiali, se voit attribuer un rôle dans son jeu de méchant. L'allié le plus fidèle de Fiesco est Verrino, qui veut imposer l'idée d'une république à travers le coup d'État prévu et mettre fin à l'omnipotence tyrannique. Enfin il y a un tollé général, une foule excitée, les citoyens de Gênes prennent d'assaut les marches blanches scintillantes de la magnifique porte du Palais des Doges. Un cri se fait entendre et la foule ne peut plus être arrêtée, la tempête avec des rugissements révolutionnaires abat les portes de la forteresse, qui n'est défendue que par un fidèle garde suisse. Le doge s'est caché, à la place son neveu apparaît, le détesté Gianettino Doria, héritier et prince héritier à la fois. Un mur de protestation dans les rues sinueuses de la foule affluant de partout se dresse contre lui.
On accuse le chef d'État d'avoir enfreint la constitution et craint que le vieil homme ait pour successeur son neveu qui est craint comme un tyran sans scrupule, pire que lui, qu'il atteigne à la dignité de doge. Gianettino descend les escaliers sous la protection des baïonnettes de ses gardes du corps. Figure vénérable, Verrino, admirée par le peuple, se détache de la foule et affronte courageusement l'aspirant doge. Des milliers de mains s'étendent jusqu'au ciel bleu de Gênes et renforcent ainsi moralement l'adversaire républicain. Ce que Verrino ne soupçonne pas, cependant, c'est que Fiesco joue depuis longtemps son propre jeu. Il n'envisage nullement de rendre le pouvoir au peuple et de mettre fin à la tyrannie. Il a plutôt l'intention d'échanger un tyran contre un autre, à savoir lui-même, et de devenir le nouveau souverain unique sur Gênes. Lorsque Verrino apprend les sinistres machinations de Fiesco, il fait tomber le traître dans la mer. Andrea Doria, le vieux doge, récupère son trône, acclamé par les gens qui oublient rapidement.

## Fiche technique
- Titre original : Die Verschwörung zu Genua
- Réalisation : Paul Leni
- Scénario : Georg Kaiser, Paul Leni
- Musique : Hans Landsberger
- Direction artistique : Karl Görge, Paul Leni
- Costumes : Ernő Metzner
- Photographie : Carl Hoffmann, Karl Hasselmann
- Production : Hanns Lippmann
- Société de production : Gloria-Film
- Pays d'origine :  République de Weimar
- Langue : Allemand
- Format : Noir et blanc - 1,33:1 - 35 mm
- Genre : Drame
- Durée : 60 minutes
- Dates de sortie :
  -  République de Weimar : 25 février 1921.
  -  Royaume de Hongrie : 22 octobre 1921.
  -  Danemark : 14 août 1922.

## Distribution
- Hans Mierendorff : Fiesco, comte de Lavagne, le cerveau de la conspiration
- Erna Morena : Leonore, son épouse
- Wilhelm Diegelmann : Andrea Doria, le Doge de Gênes
- Fritz Kortner : Gianettino Doria, son neveu
- Maria Fein : La comtesse Julia Imperiali, sa sœur
- Magnus Stifter : Verrino, un républicain
- Bernhard Goetzke : Calcagno
- Ilka Grüning : Matrone
- Max Gülstorff : Lomellino, un courtisan
- Lydia Potoczkaja : Bertha, sa fille
- Louis Brody : un Maure à la cour
- Hellmuth Bergmann : Bourgorgnino
- Louis Krieger : Zibo

## Source de traduction
- (de) Cet article est partiellement ou en totalité issu de l’article de Wikipédia en allemand intitulé « Die Verschwörung zu Genua » (voir la liste des auteurs).